# Вільямс-Лейк 1
Вільямс-Лейк 1 (англ. Williams Lake 1) — індіанська резервація в Канаді, у провінції Британська Колумбія, у межах регіонального округу Карібу.

## Населення
За даними перепису 2016 року, індіанська резервація нараховувала 191 особу, показавши скорочення на 15,9%, порівняно з 2011-м роком. Середня густина населення становила 11,5 осіб/км².
З офіційних мов обидвома одночасно не володів жоден з жителів, тільки англійською — 190. Усього 10 осіб вважали рідною мовою не одну з офіційних, з них усі — одну з корінних мов.
Працездатне населення становило 60,7% усього населення, рівень безробіття — 17,6%.

## Клімат
Середня річна температура становить 5,4°C, середня максимальна – 21,3°C, а середня мінімальна – -14,9°C. Середня річна кількість опадів – 420 мм.
| Клімат поселення                              | Клімат поселення | Клімат поселення | Клімат поселення | Клімат поселення | Клімат поселення | Клімат поселення | Клімат поселення | Клімат поселення | Клімат поселення | Клімат поселення | Клімат поселення | Клімат поселення | Клімат поселення |
| Показник                                      | Січ.             | Лют.             | Бер.             | Квіт.            | Трав.            | Черв.            | Лип.             | Серп.            | Вер.             | Жовт.            | Лист.            | Груд.            |                  |
| Середній максимум, °C                         | −1,07            | 3,23             | 7,96             | 13,02            | 17,82            | 21,29            | 20,83            | 20,54            | 15,47            | 9,62             | 2,43             | −2,77            |                  |
| Середня температура, °C                       | −8,01            | −3,71            | 1,02             | 6,09             | 10,88            | 14,36            | 17,10            | 16,83            | 11,76            | 5,90             | −1,3             | −6,49            |                  |
| Середній мінімум, °C                          | −14,94           | −10,64           | −5,91            | −0,84            | 3,95             | 7,42             | 13,38            | 13,11            | 8,04             | 2,17             | −5,01            | −10,2            |                  |
| Норма опадів, мм                              | 34               | 17               | 16               | 21               | 37               | 55               | 51               | 45               | 35               | 34               | 38               | 37               |                  |
| Середньомісячна швидкість вітру, м/с          | 2.10             | 2.20             | 2.42             | 2.60             | 2.41             | 2.20             | 2.02             | 1.88             | 1.88             | 2.22             | 2.32             | 2.28             |                  |
| Середньомісячна сонячна радіація, кДж/м²·день | 2903             | 5826             | 10803            | 15842            | 19386            | 20991            | 21452            | 18191            | 12463            | 6802             | 3295             | 2209             |                  |
| --------------------------------------------- | ---------------- | ---------------- | ---------------- | ---------------- | ---------------- | ---------------- | ---------------- | ---------------- | ---------------- | ---------------- | ---------------- | ---------------- | ---------------- |
| Джерело:                                      |                  |                  |                  |                  |                  |                  |                  |                  |                  |                  |                  |                  |                  |